# Haut conseil secret

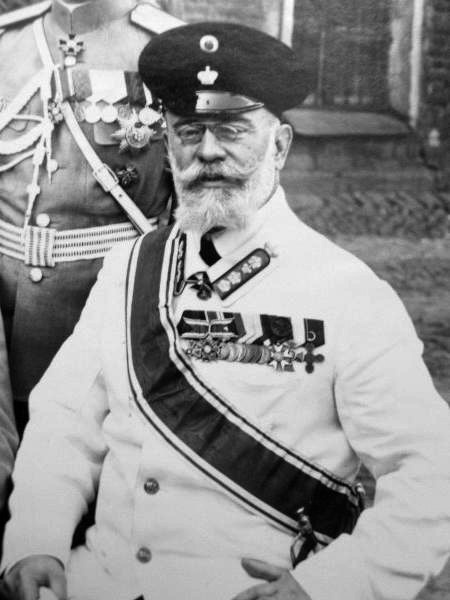
Un conseiller secret portant les insignes sur un galon représentant trois étoiles et l'emblème du service du Département

Le Haut conseil secret de l'Empire russe ou Conseil privé suprême (en russe : 'Верховный тайный совет, Vierkhovnyi taynyi soviet), fondé le 8 février 1726 (selon le calendrier julien, soit le 19 février 1726 selon le calendrier grégorien), était à son origine une assemblée de conseillers de Catherine Ire.

## Histoire
Il se composait initialement de six membres :
- Alexandre Danilovitch Menchikov
- Fiodor Apraksine
- Gavriil Golovkine
- Andreï Osterman
- Pierre Tolstoï
- Dmitri Golitsyne

Quelques mois après sa création, le gendre de Catherine, Karl Friedrich duc de Holstein-Gottorp, rejoint le conseil. Durant le règne de Catherine, le Conseil fut dominé par le prince Menchikov. Dans son testament, la tsarine conférait au conseil un pouvoir identique à celui de son successeur Pierre II de Russie, excepté en matière de succession. Lorsque Pierre II accéda au trône, Menchikov tenta de le fiancer à sa fille Marie. Mais à la chute de Menchikov en septembre 1727, la composition du conseil changea radicalement. Apraxine mourut, Tolstoï fut exilé, et le duc de Holstein quitta la Russie. L'effectif du conseil fut augmenté à huit membres dont six représentaient d'anciennes familles de boyards opposés aux réformes tendant vers l'occidentalisation initiées sous Pierre le Grand, les Dolgouroukov et les Golitsyne. Les deux sièges restants furent conservés par Osterman et Golovkine. Du fait de la prédominance des influences conservatrices parmi les membres du conseil, celui-ci, bien qu'étant nominalement un corps consultatif, monopolisa le pouvoir suprême et rétablit Moscou comme capitale impériale. Le collège des ministres et le Sénat, institués par Pierre le Grand comme corps suprême du gouvernement, perdirent cette fonction et furent placés sous contrôle direct du conseil et non de l'Empereur.
Après la mort de Pierre II en 1730, le conseil lui choisit un successeur improbable :  la duchesse de Courlande Anna Ivanovna, qu'il pensait facilement manipulable et trop conservatrice pour restaurer les réformes de Pierre Ier. Anna ne fut autorisée à monter sur le trône qu'après avoir signé la fameuse condition qui conférait au conseil les pouvoirs de guerre et paix et d'imposition. Selon ces conditions, Anne ne pouvait nommer des officiers à un grade supérieur à celui de colonel, ni interférer dans les affaires militaires. Elle promit de ne pas se marier et de ne pas se choisir elle-même un successeur. Ces conditions s'inspiraient de celles du gouvernement récemment institué en Grande-Bretagne et si elles avaient été adoptées auraient conduit la Russie vers la voie de la monarchie constitutionnelle. Dans le cas où elle aurait violé ces conditions, Anna devait être détrônée. Un mois après avoir signé le document, le 25 février, Anne, sur le conseil de son plus proche conseiller Ernst Johann von Biron, s'assura le soutien de la Garde impériale (Leib Gvardia) et  annula les termes de son accession au trône. Dans les jours qui suivirent le Conseil fut dissous et ses membres déportés en Sibérie.

## Portraits des membres du Haut conseil secret

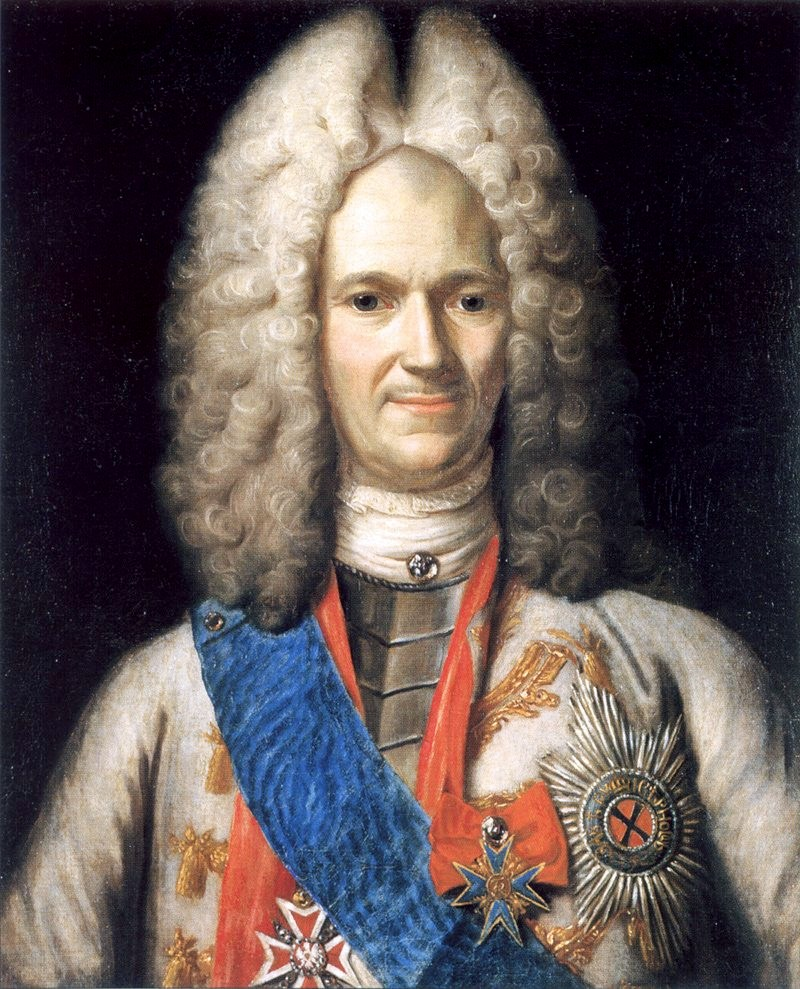
Alexandre Danilovitch Menchikov
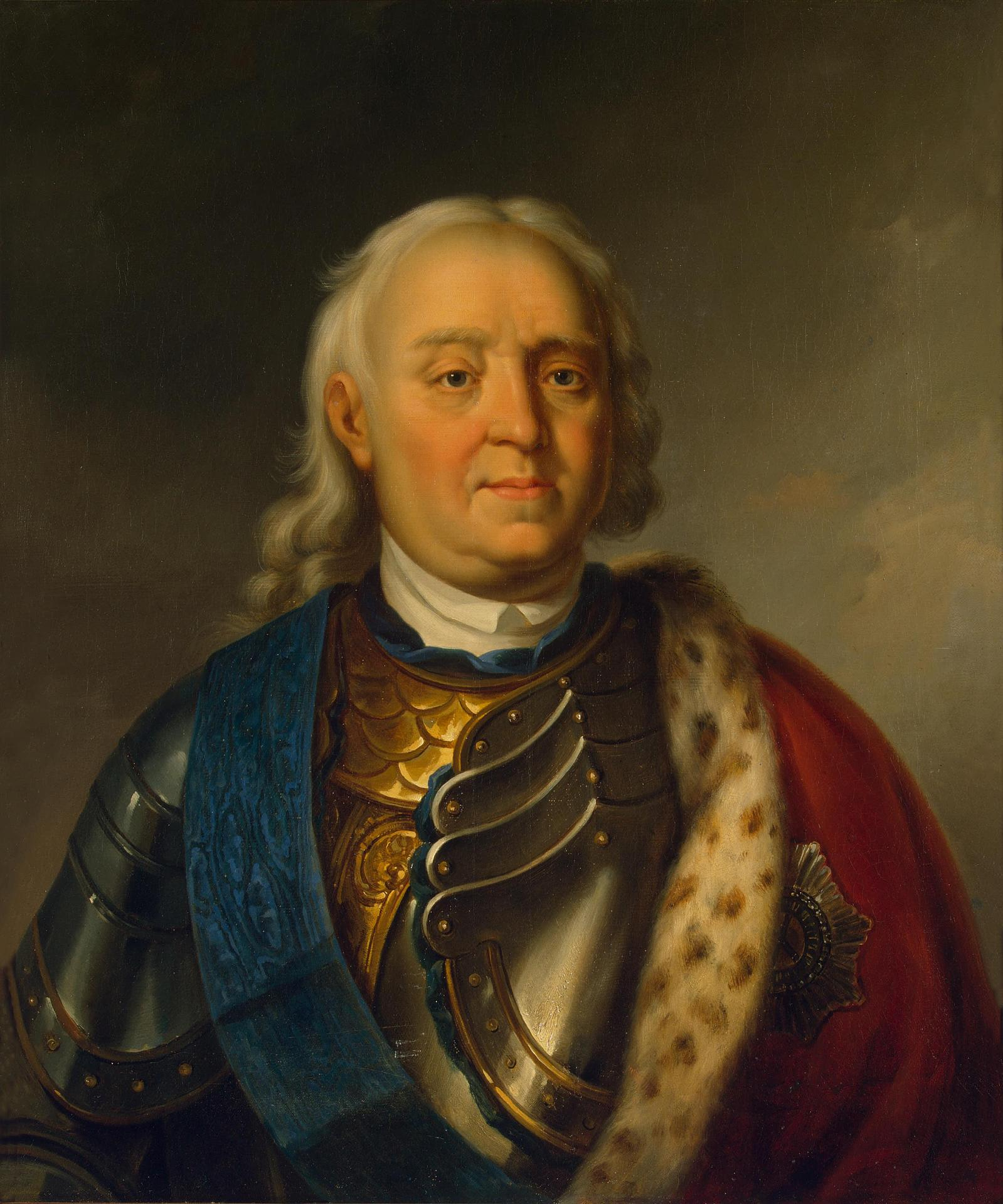
Fiodor Apraxine
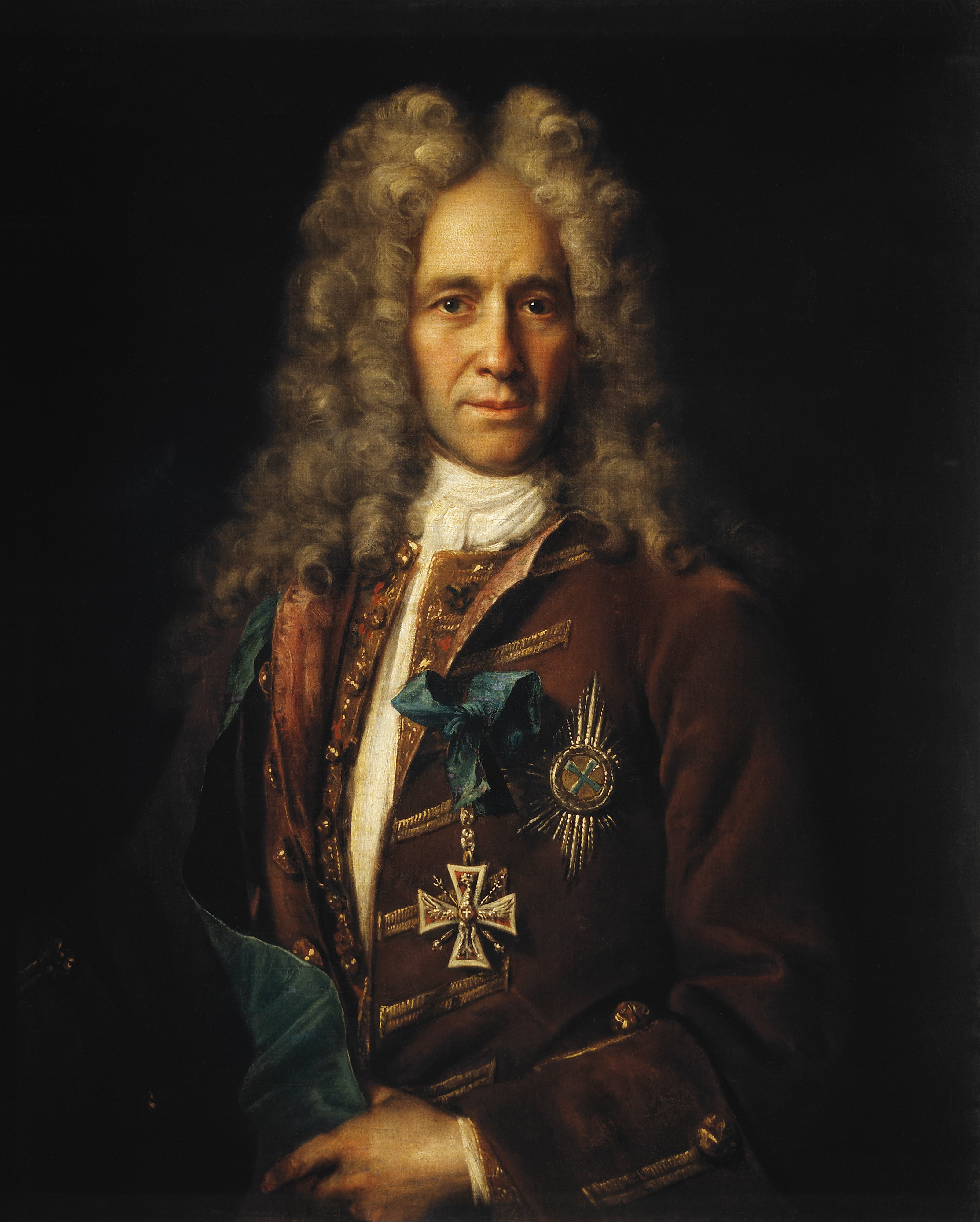
Gavriil Golovkine
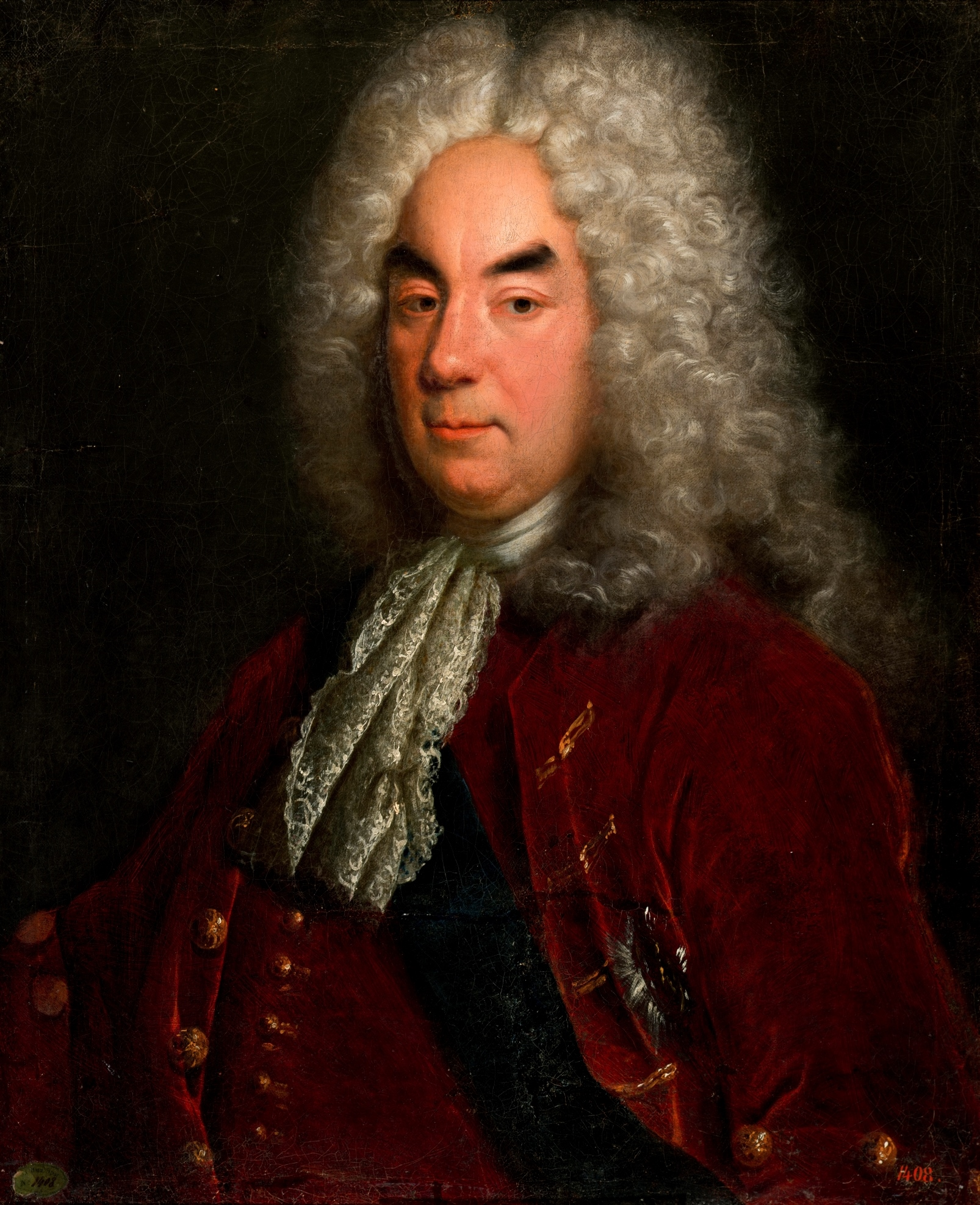
Piotr Andreïevitch Tolstoï
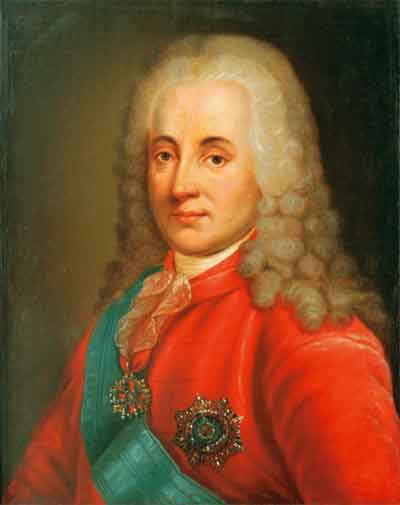
Dmitri Golitsyne
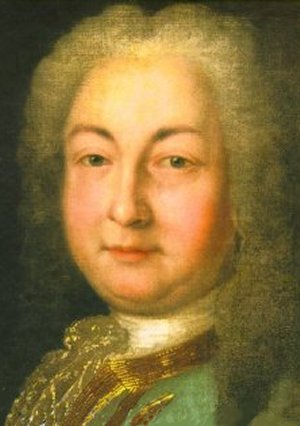
Andreï Osterman
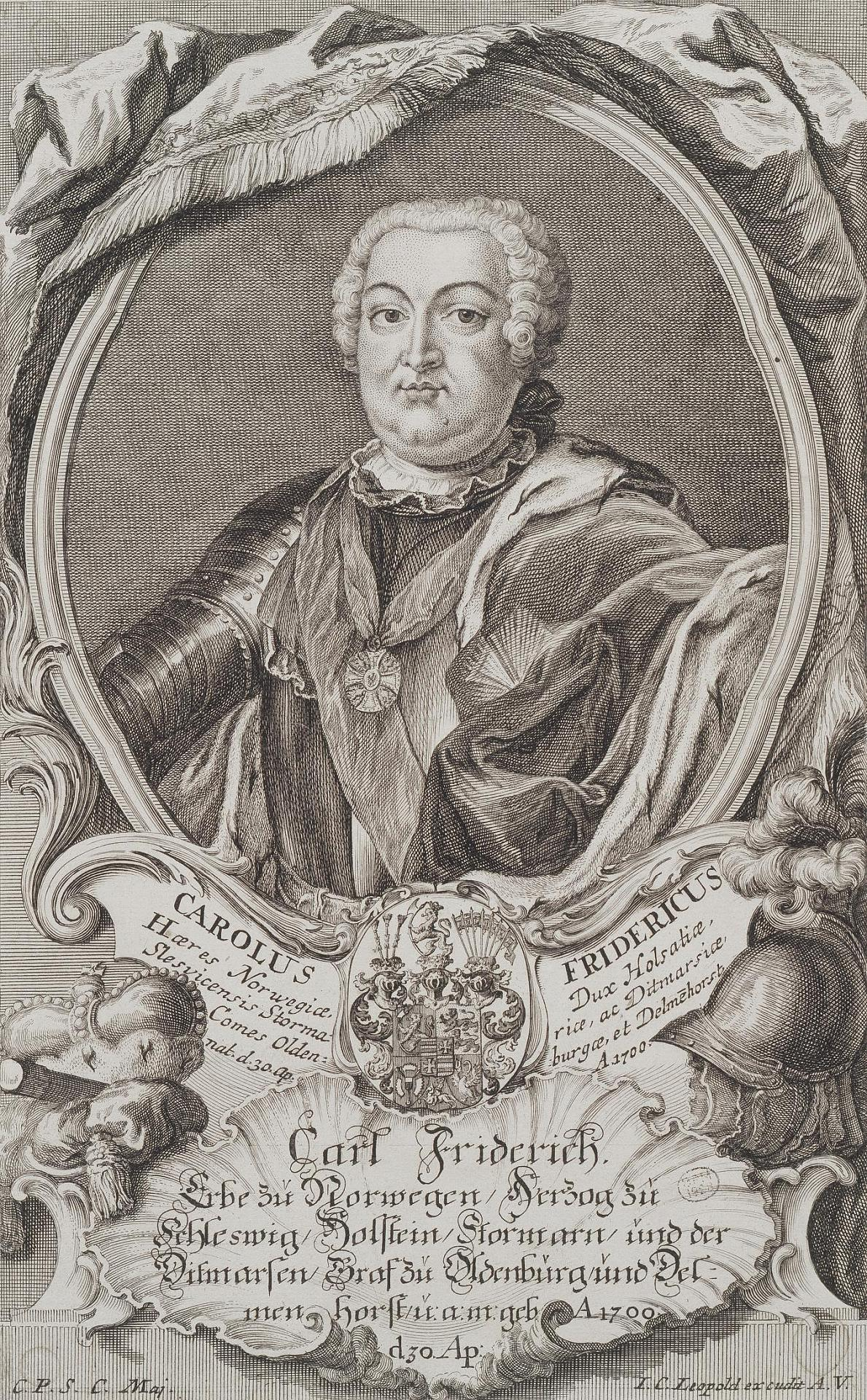
Calrl Friiedrich Golchtinski